# Arlington bárója
Az Arlington báró cím az angol főnemesség része, amelyet 1665. március 14-én hoztak létre John Bennet, Ossulston 1. bárójának öccse,  Henry Bennet részére. Henry Bennet az Arlington gróf címet 1672-ben kapta, a cím al– vagy mellékcíme a Thetford vikomt cím volt. A bárói cím női ágon is örökölhető volt. A grófi címek általában kizárólag férfi ágon örökölhetők, ám a grófi címet létrehozó rendelkezés az Arlington grófja öröklését női ágon is lehetővé tette, ritka kivételként.
Henry Bennet egyetlen örököse Isabella lánya volt, akit gyerekkorában hozzáadtak a király törvénytelen fiához, Henry FitzRoyhoz. A férfi Euston grófja, majd Grafton hercege lett.
Isabella Bennet mindkét címet fia, Grafton második hercege örökölte. A kilencedik herceg halálával az Arlington grófja és az Arlington bárója cím alvó állapotba került, míg a hercegi cím tovább öröklődött. Amikor a kilencedik herceg egyik testvérének a lánya, Jennifer lett az egyedüli örökös, kikérte a bárói címet, amit az uralkodó – a szükséges vizsgálatokat lefolytatva – megadott számára. Az Arlington gróf cím alvó cím marad, amíg az örökös-ág ki nem hal vagy sikerrel ki nem kéri valaki a címet.
A cím területi megjelölése az első birtokos születési helyére, Harlingtonra (London) utal, amelyet akkoriban Arlingtonnak is hívtak.

## Arlington bárói
- Henry Bennet (1618–1685), Arlington 1. grófja
- Isabella FitzRoy (kb. 1668–1723)[2],  Arlington 2. grófnője, Grafton hercegnéje ∞ Henry FitzRoy (1663–1690), Euston 1. grófja (1672) Grafton 1. hercege (1675)
- Charles FitzRoy (1683–1757), Grafton 2. hercege, Arlington 3. grófja
- Augustus Henry FitzRoy (1735–1811), Grafton 3. hercege, Arlington 4. grófja
- George Henry FitzRoy (1760–1844), Grafton 4. hercege, Arlington 5. grófja
- Henry FitzRoy (1790–1863), Grafton 5. hercege, Arlington 6. grófja
- William Henry FitzRoy (1819–1882), Grafton 6. hercege, Arlington 7. grófja
- Augustus Charles Lennox FitzRoy (1821–1918), Grafton 7. hercege, Arlington 8. grófja
- Alfred William Maitland FitzRoy (1850–1930), Grafton 8. hercege, Arlington 9. grófja
- John Charles William FitzRoy (1914–1936), Grafton 9. hercege, Arlington 10. grófja

a cím 1936-ban alvó állapotba került, mert két lehetséges női örököse volt, a herceg két lánya
- Jennifer Jane Forwood (1939–), Arlington 11. bárónője (az alvó állapot 1999-ben megszűnt)

(1) A jelenlegi bárónő örököse elsőszülött fia, Patrick John Dudley Forwood (1967–)
(2) a következő örökös pedig az előző öccse, James Roland Nelson Forwood (1969–)

## Henry Bennet, Arlington grófjaKG

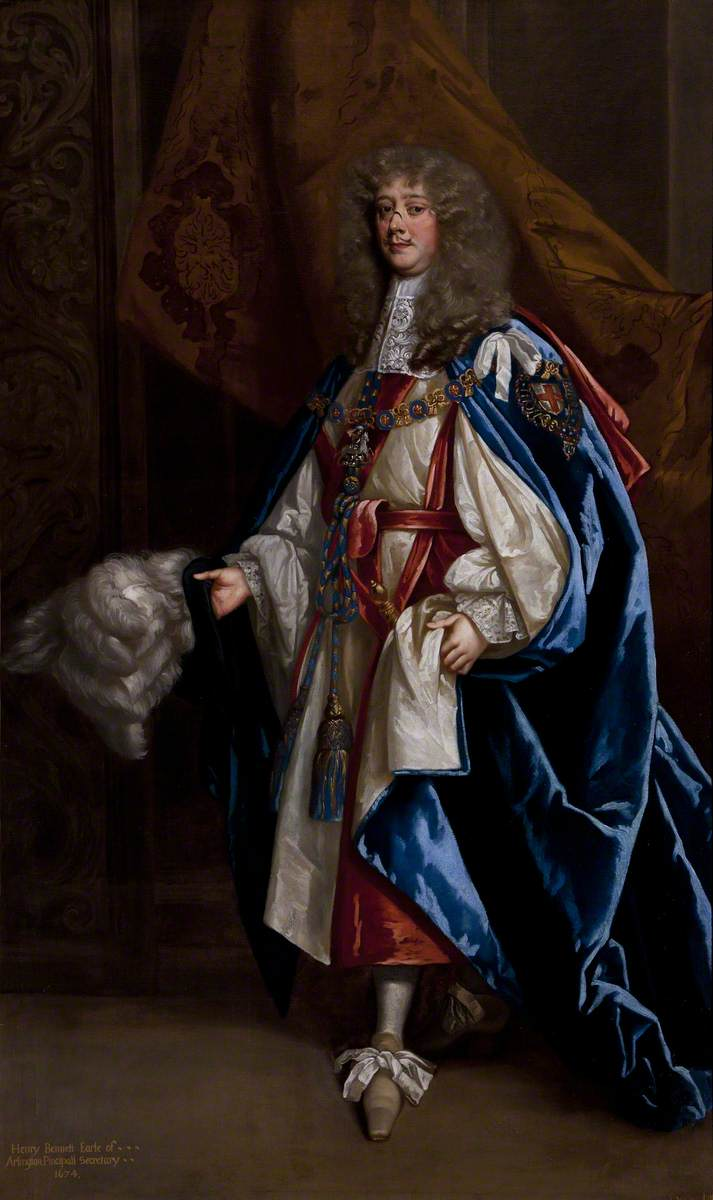
Peter Lely festménye Henry Bennet, Arlington 1. grófját ábrázolja a Térdszalagrend díszruhájában, 1670 és 1699 között készült

A Bennet-család főágát adó Arlington bárók és grófok és a mellékág Ossulston bárói és Tankerville grófjai címere. Amikor az Arlington grófja címet Grafton hercegei viselték, akkor a saját hercegi címerüket használták

Henry Bennet, Arlington 1. grófja (~1618 – 1685. július 28.) angol politikus, II. Károly király bizalmasa és a kor egyik meghatározó külügyi irányítója volt. A Westminster Schoolban, majd az oxfordi Christ Church College-ban tanult, ahol kitűnt tudományos és költői tehetségével. Az Angol polgárháború idején a királypártiak oldalán harcolt, sebesülést szerzett, majd a királypárti vereség után Franciaországba és Itáliába utazott. 1654-ben csatlakozott az emigrációban élő királyi családhoz, és hamarosan a száműzött Jakab yorki herceg (a későbbi II. Jakab) titkára lett.
A restauráció után 1661-ben kinevezték a királyi pénztár őrévé (Keeper of the Privy Purse), és gyorsan II. Károly kegyence lett. 1662-ben külügyekkel foglalkozó államtitkárrá nevezték ki, noha parlamenti tapasztalata csekély volt, Callington képviselőjeként soha nem szólalt fel. Fontos szerepet játszott a második angol–holland háború (1665–1667) kirobbantásában és az 1667-es Smyrna-flotta elleni támadásban. 1670-től a híres CABAL-minisztérium tagjaként vett részt II. Károly bizalmas döntéseiben, többek között a titkos doveri szerződés megkötésében, amely a király titkos áttérését irányozta elő a katolikus hitre.
Bennet politikáját nem annyira elvek, mint inkább személyes érdekei irányították. Kezdetben a katolikusokkal szembeni türelmet támogatta, később azonban, politikai helyzetének javítása érdekében, protestáns oldalon keresett szövetségeseket. 1674-ben a parlament alsóháza korrupcióval, katolicizmus támogatásával és hivatali visszaéléssel vádolta meg, de az elmozdítását célzó indítvány elbukott. Bár hivatalát megtarthatta, befolyása jelentősen csökkent, és az államtitkári posztot a Lord Chamberlain posztjára cserélte az uralkodó.
Későbbi éveiben politikailag elszigetelődött, nevetség tárgyává vált a királyi udvarban. 1681-ben Suffolk hadnagya lett, de érdemi hatalma már nem volt. 1685-ben hunyt el birtokán, az általa jelentősen bővített Euston Hallban. Címét és vagyonát egyetlen gyermeke, Isabella örökölte, aki II. Károly törvénytelen fiával, Henry FitzRoy-jal kötött házasságot.

## Jennifer Jane Forwood (1939–), 11. Arlington bárónő
Jennifer Jane Forwood (1939–) Grafton 9. herceg a testvérének a lánya. A herceg halálakor az Arlington grófja cím a Thetford vikomt alcímmel együtt megszűnt, mert nem volt férfi örökös. Az Arlington báró cím alvó állapotba került, mert két női örököse is volt.
1999 májusában, kikérte az Arlington bárói címet alvó állapotából. A királyi udvar elvégezte a szükséges vizsgálatokat és az uralkodó elismerte Arlington bárójának. A Peerage Act 1963 rendelkezései alapján 1999. május 27-én foglalta el helyét a Lordok Házában, ahol 1999. november 11-ig maradt, amikor a House of Lords Act 1999 hatályba lépett. Egyetlen felszólalására férje halála után, 1999. október 18-án került sor, a közlekedési miniszterhez intézett kérdések során a gyorshajtás témájában, egy olyan beszédben, amelynek megírásában férje segített.
Lady Arlington, miután sikerrel visszaállíttatta az ősi bárói címet maga számára, tréfás kérdést kapott Anthony Gueterbock, 18. Berkeley bárótól, mely szerint jól felkészült-e arra is, hogy kérje az Arlington grófi cím helyreállítását, mivel azok egyik társrész-örököse. A válasz nem ismert, de a felvetés jogos. Az alvó bárói címek felébresztése gyakori eset, míg magasabb alvó címből jóval kevesebb van, és azok megítélése sokkal bonyolultabb – és a kérelmező számára költségesebb – eljárás. Az is lehetséges, hogy a grófi címet – az szokásjog miatt – nőként nem kívánta kikérni, ám fia, amikor örökli a bárói címet, ezt megteszi.
Ő volt az utolsó olyan bárónő, aki egy írásos meghívással létrehozott bárói címet hozott ki alvó állapotból akkor, amikor az örökletes főrendeket automatikusan megillette a Lordok Házában való részvétel joga.
Jennifer 1965-ben feleségül ment Rodney Simon Dudley Forwood kapitányhoz, két fiuk született, a cím jelenlegi örökösei. 
Patrick John Dudley Forwood (1967–) és James Roland Nelson Forwood (1969–).

## Fordítás
- Ez a szócikk részben vagy egészben  a   Baron Arlington című angol Wikipédia-szócikk ezen változatának fordításán alapul.  Az eredeti cikk szerkesztőit annak laptörténete sorolja fel. Ez a jelzés csupán a megfogalmazás eredetét és a szerzői jogokat jelzi, nem szolgál a cikkben szereplő információk forrásmegjelöléseként.
- Ez a szócikk részben vagy egészben  a   Henry Bennet, 1st Earl of Arlington című angol Wikipédia-szócikk ezen változatának fordításán alapul.  Az eredeti cikk szerkesztőit annak laptörténete sorolja fel. Ez a jelzés csupán a megfogalmazás eredetét és a szerzői jogokat jelzi, nem szolgál a cikkben szereplő információk forrásmegjelöléseként.
- Ez a szócikk részben vagy egészben  az   Isabella FitzRoy, Duchess of Grafton című angol Wikipédia-szócikk ezen változatának fordításán alapul.  Az eredeti cikk szerkesztőit annak laptörténete sorolja fel. Ez a jelzés csupán a megfogalmazás eredetét és a szerzői jogokat jelzi, nem szolgál a cikkben szereplő információk forrásmegjelöléseként.
- Ez a szócikk részben vagy egészben  a   Jennifer Forwood, 11th Baroness Arlington című angol Wikipédia-szócikk ezen változatának fordításán alapul.  Az eredeti cikk szerkesztőit annak laptörténete sorolja fel. Ez a jelzés csupán a megfogalmazás eredetét és a szerzői jogokat jelzi, nem szolgál a cikkben szereplő információk forrásmegjelöléseként.